# Базиль, Фредерик
Жан Фредерик Базиль, более известный как Фредерик Базиль (фр. Jean Frédéric Bazille, 1841—1870) — французский живописец, один из основателей импрессионизма. Многие из основных работ Базиля являются примерами «фигурной живописи», в которых он помещает фигуру в пейзаж, написанный на пленэре.

## Биография
Фредерик Базиль родился 6 декабря 1841 году во французском городе Монпелье (департамент Эро), в буржуазной протестантской семье. Был сыном состоятельного винодела. Получил хорошее образование. В лицейские годы посещал музей Фабра.
Увлёкся живописью под воздействием картин Эжена Делакруа и Гюстава Курбе. Семья разрешила ему изучать живопись, но только при условии, что он также будет изучать медицину.
В 1859 году начал изучать медицину. В 1862 году переехал в Париж, чтобы продолжить обучение. Учился в мастерской Шарля Глейра (1862—1864), где познакомился с Клодом Моне. В столице встретил Огюста Ренуара и всерьёз начал заниматься изобразительным искусством. В период с 1862 по 1864 году учился в мастерской Шарля Глейра. Был близко знаком с Полем Сезанном, Арманом Гиойменом, Альфредом Сислеем, находился в дружеских отношениях с Огюстом Ренуаром и Клодом Моне.
Базиль пишет картины для Салона и для фамильного поместья в окрестностях Монпелье («Розовое платье», ок. 1864; «Семья художника на террасе близ Монпелье», 1867; «Вид на деревню», 1868). Базилю было всего двадцать три года, когда он написал эти свои самые известные работы. 
Во время Франко-прусской войны (1870—1871) Базиль ушёл добровольцем на фронт. 28 ноября того же года он вместе со своим подразделением участвовал в битве при Бон-ла-Ролан, когда его офицер был ранен, он взял на себя командование и возглавил атаку на немецкие позиции. Во время неудачной атаки он был дважды ранен. Был убит 28 ноября 1870 года в бою в Бургундском лесу под Бон-ла-Роланд. Его отец отправился на поле боя через несколько дней, чтобы забрать его тело и похоронить в Монпелье на протестантском кладбище через неделю.

## Произведения
- «Розовое платье» (La Robe rose), 1864, Музей Орсэ, Париж
- «Огюст Ренуар» (Portrait d'Auguste Renoir), 1867, Музей изящных искусств, Алжир
- «В кругу семьи» (Réunion de Famille), 1867, Музей Орсэ, Париж
- «Рыбак с сетью», 1868, Фонд Густава Рау для Стран Третьего Мира, Цюрих
- «Мастерская на улице Ла Кондамин, 9, в Париже» (L'Atelier de la rue La Condamine), 1870, Музей Орсэ, Париж

## Галерея

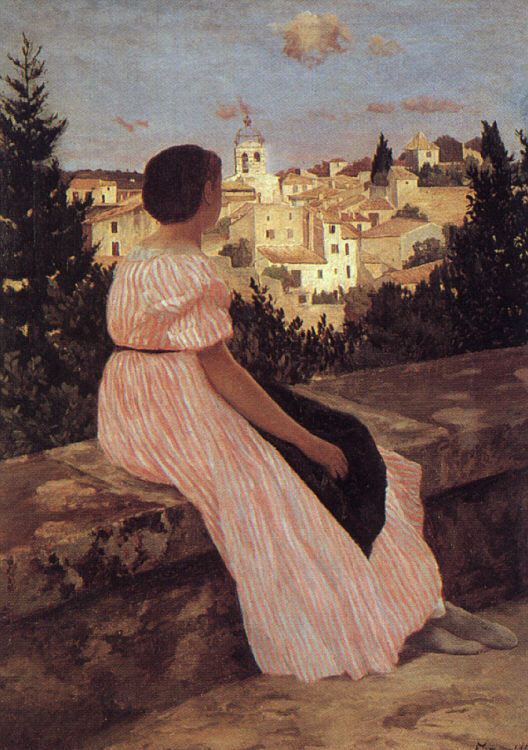
Розовое платье (1864)
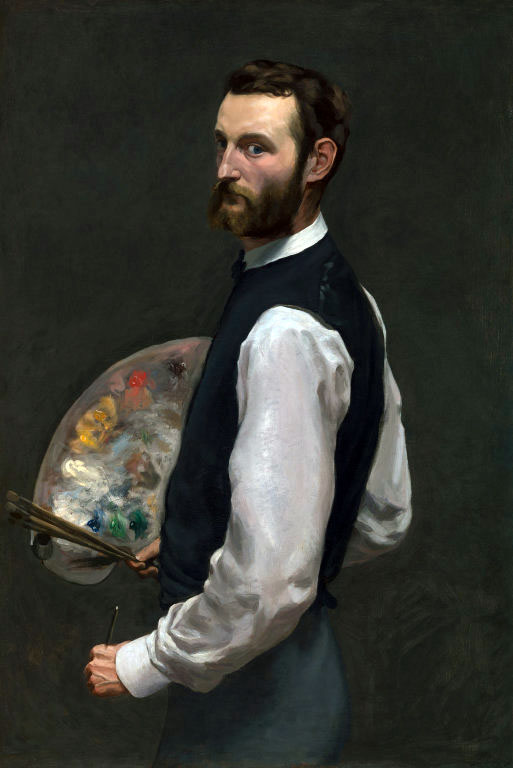
Автопортрет (1865-1866)
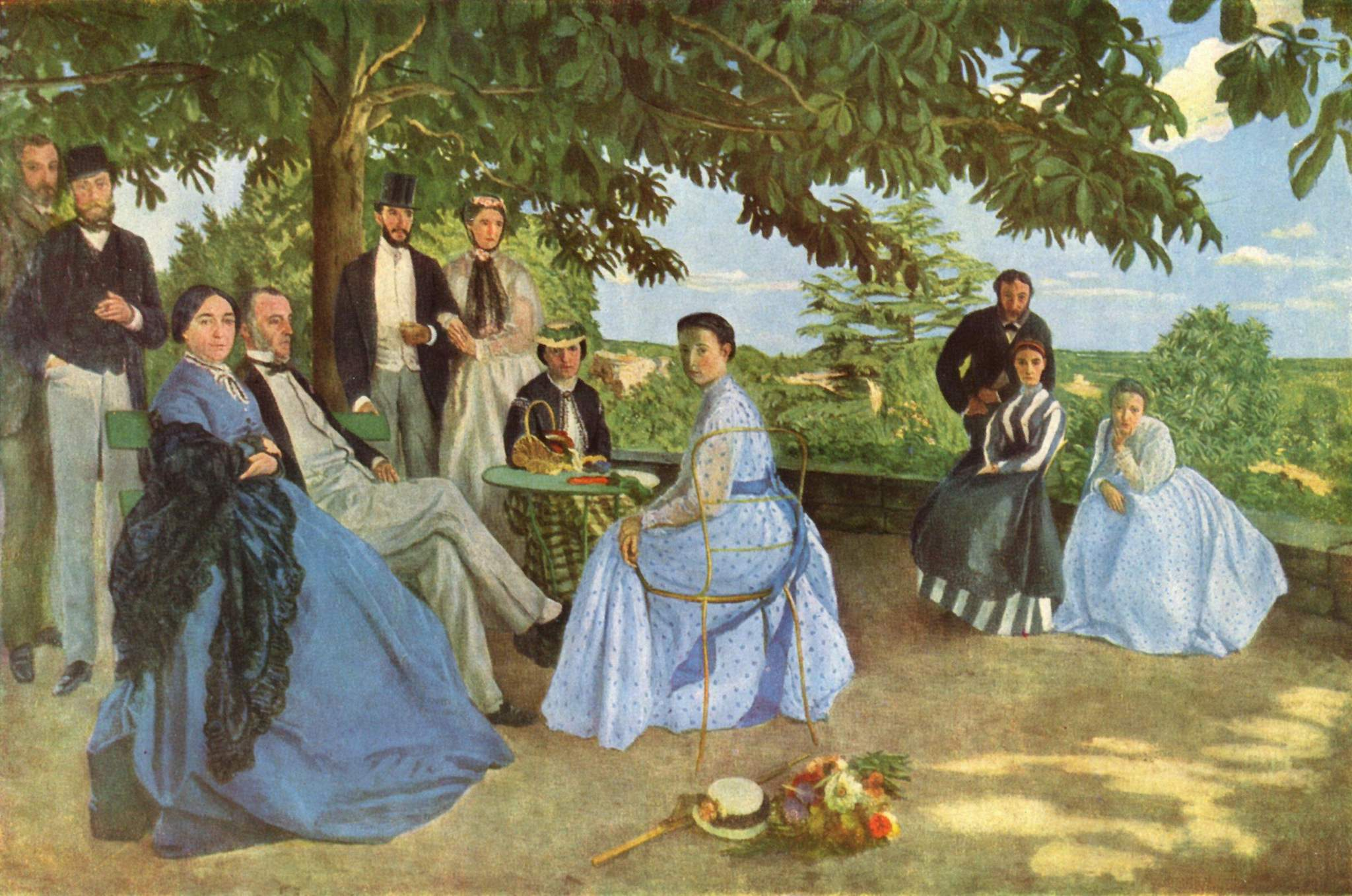
В кругу семьи (1867)
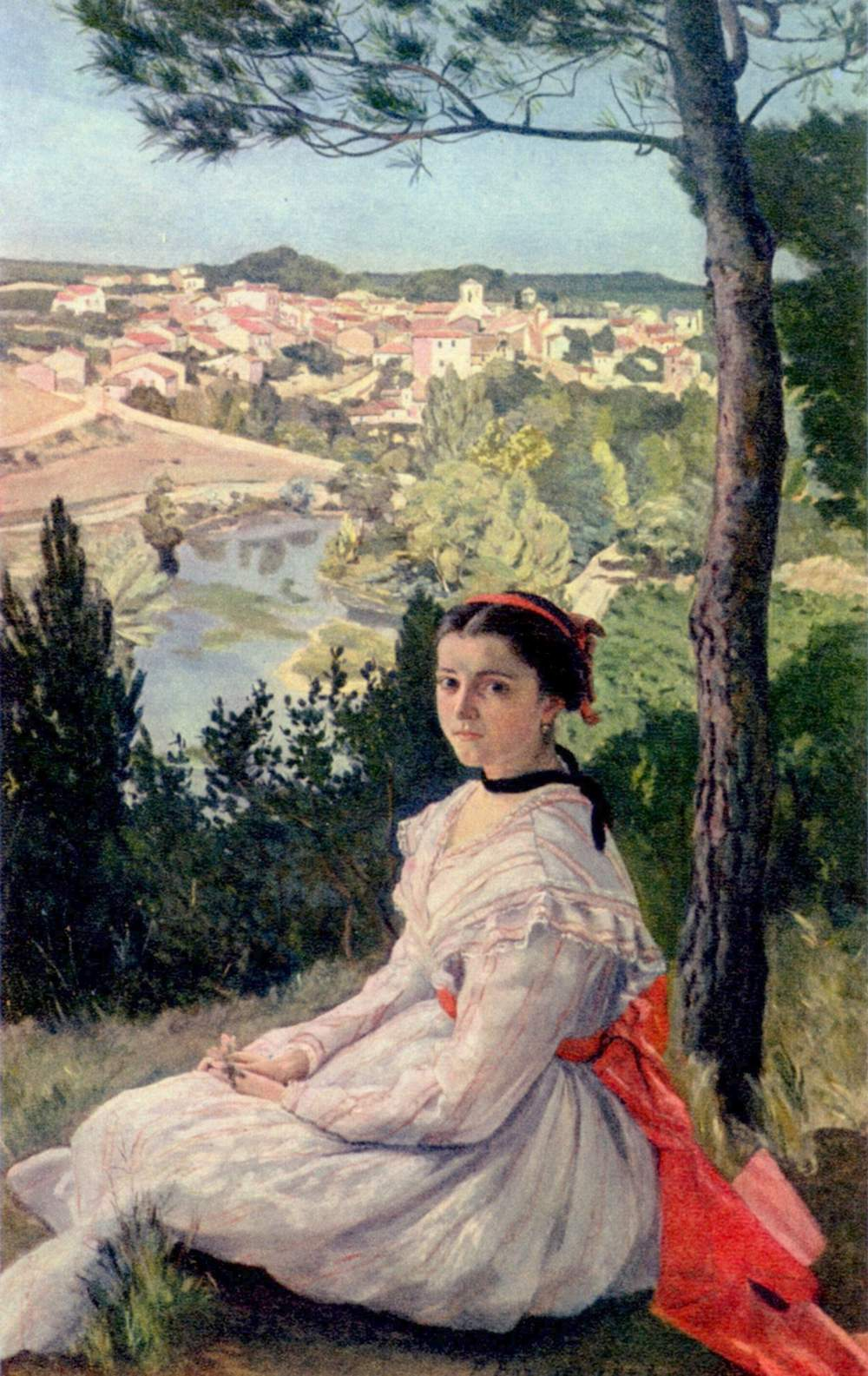
Вид на деревню (1868)
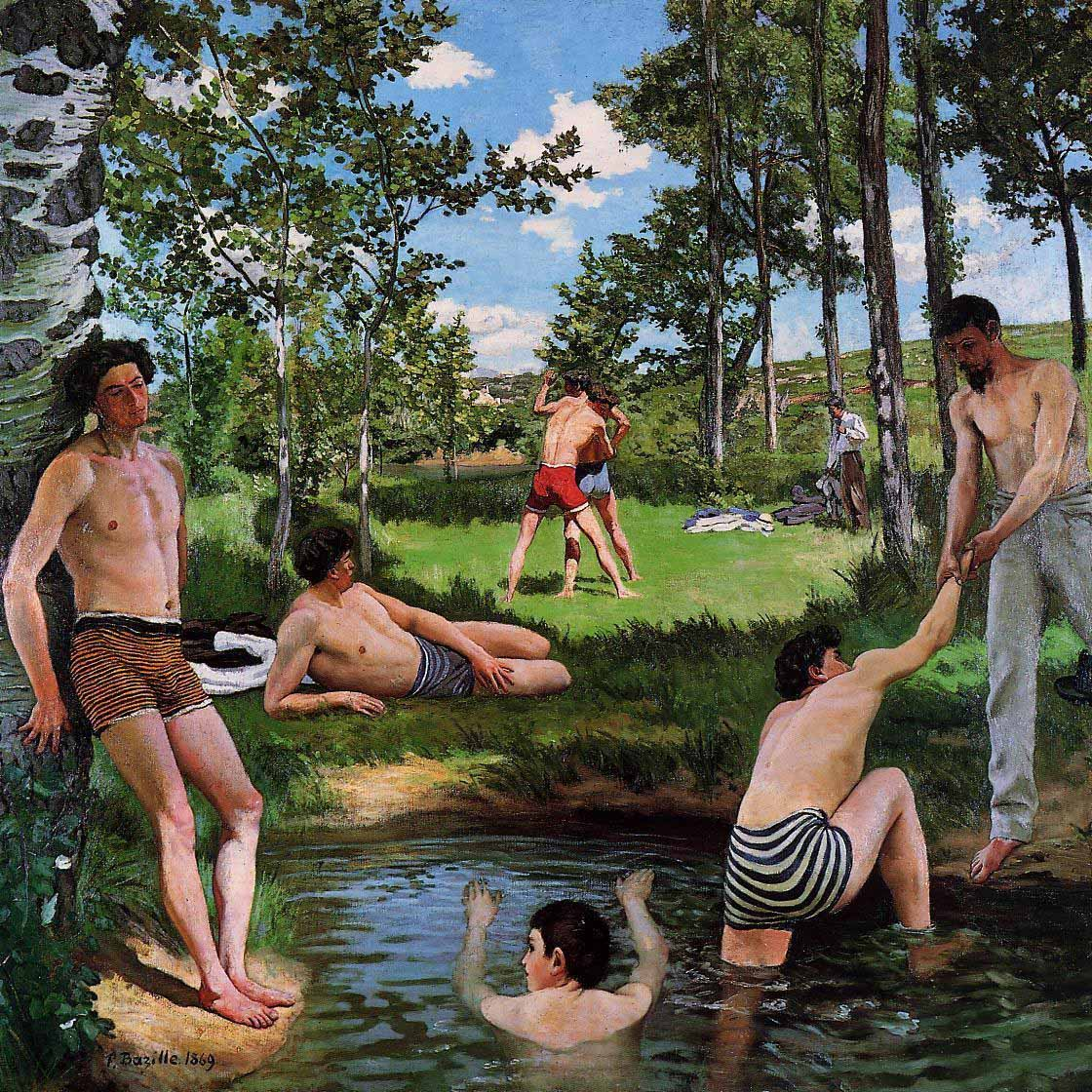
Летняя сцена (Купальщики) (1869)